# Водолеево
Водоле́ево (чув. Водолеево) — деревня в Мариинско-Посадском муниципальном округе Чувашской Республики России. С 2004 по 2023 год входила в состав Приволжского сельского поселения.

## География
Деревня находится в северо-восточной части Чувашии, в пределах Чувашского плато, в зоне хвойно-широколиственных лесов, на правом берегу реки Волги, на расстоянии примерно 6 километров (по прямой) к востоку от города Мариинский Посад, административного центра округа. Абсолютная высота — 138 метров над уровнем моря.

### Часовой пояс
Деревня Водолеево, как и вся Чувашия, находится в часовой зоне МСК (московское время). Смещение применяемого времени относительно UTC составляет +3:00.

## Население
| 2010 | 2012 | 2013 |
| ---- | ---- | ---- |
| 15   | ↘14  | →14  |

### Половой состав
По данным Всероссийской переписи населения 2010 года в гендерной структуре населения мужчины составляли 46,7 %, женщины — соответственно 53,3 %.

### Национальный состав
Согласно результатам переписи 2002 года, в национальной структуре населения русские составляли 100 % из 8 чел.